# Jacek Niedziela-Meira

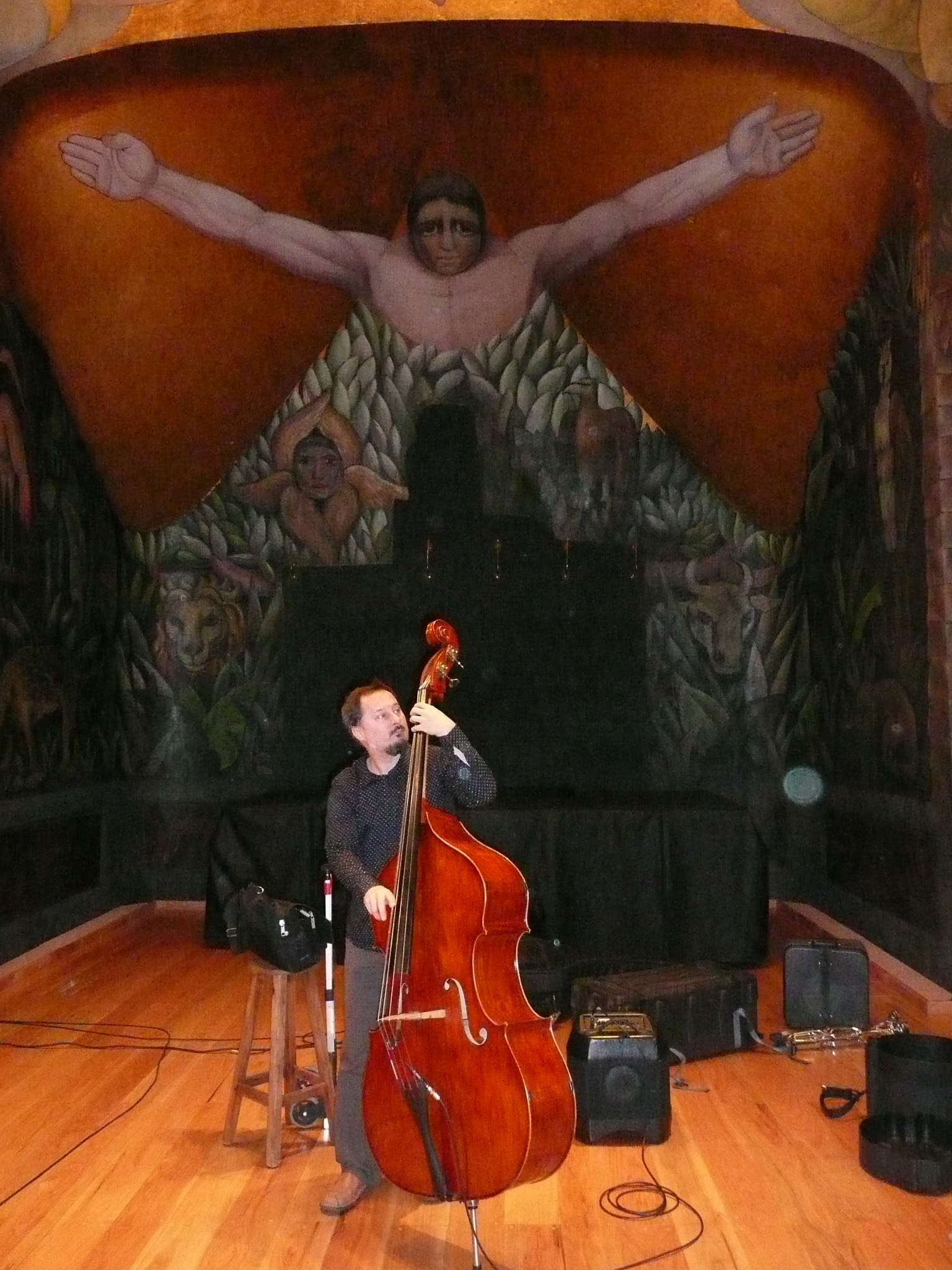
Jacek Niedziela-Meira, Meksyk 2010

Jacek Grzegorz Niedziela-Meira (ur. 18 stycznia 1961 w Rybniku) – polski muzyk i kompozytor jazzowy, wykładowca, autor, profesor doktor habilitowany. Gra na kontrabasie i gitarze basowej.

## Życiorys
Naukę gry na kontrabasie rozpoczął w Państwowej Szkole Muzycznej I i II st. w Rybniku, a po jej ukończeniu dalszą edukację kontynuował na Wydziale Jazzu i Muzyki Rozrywkowej Akademii Muzycznej w Katowicach, którą ukończył z wyróżnieniem w 1986 roku. W 1997 r. przeprowadził tam przewód doktorski, a w 2002 – habilitacyjny. W latach 2002–2005 pełnił funkcję dziekana tego wydziału. Od 1988 r. na uczelni tej prowadził klasę kontrabasu oraz wykładał historię jazzu. Obecnie jako prof. dr hab. związany jest z Akademią Muzyczną we Wrocławiu, gdzie wykłada ww. przedmioty. Pracuje dodatkowo w PWSZ w Nysie. W 2014 r. uzyskał tytuł profesora zwyczajnego, nominację profesorską wręczył mu prezydent Bronisław Komorowski.
Jest laureatem wielu konkursów i nagród, m.in. I nagrody w konkursie „Jazz Juniors” (Kraków 1983), Grand Prix konkursu Międzynarodowej Federacji Jazzowej (Leverkusen 1985) i Nagrody Artystycznej Młodych im. Stanisława Wyspiańskiego (1986, 1988). W 1985 r. zdobył we Wrocławiu Grand Prix festiwalu „Jazz nad Odrą” (wspólnie z Walk Away), natomiast w 1986 r. podczas „Pomorskiej Jesieni Jazzowej” w Bydgoszczy – Klucz do Kariery. Wielokrotnie otrzymał prestiżowe wyróżnienia jako najlepszy polski kontrabasista jazzowy w ankietach pisma Jazz Forum, w latach 1998, 2002, 2003, 2004, 2006, 2007 i 2011.
Na scenie muzycznej zadebiutował w 1982 roku. W późniejszych latach współpracował z wieloma znanymi artystami zagranicznymi oraz polskimi, wśród których byli m.in. Eddie Henderson, Art Farmer, John Clayton, Bobby Watson, Kevin Mahogany, Mike Mainieri, Deborah Brown, Jack Walrath, Garrison Fewell oraz Zbigniew Namysłowski, Jan „Ptaszyn” Wróblewski, Leszek Możdżer, Hanna Banaszak, Anna Maria Jopek, Ewa Bem, Urszula Dudziak, Grażyna Auguścik, Lora Szafran, Michał Kulenty, Janusz Szrom, Adam Makowicz, Tomasz Szukalski, Piotr Baron, Mieczysław Szcześniak i Piotr Wojtasik. Prowadził również własny zespół, a aktualnie jest członkiem Tria Piotra Barona (Piotr Baron, Jacek Niedziela-Meira, Frank Parker).
Brał udział w nagraniu ponad 40 płyt, w tym siedmiu autorskich (płyta Bassville była nominowana do „Fryderyka 2005” w kategorii Jazzowy Album Roku). Nominację do Fryderyka otrzymał jeszcze czterokrotnie, m.in. w kategorii Jazzowy Kompozytor/Aranżer Roku (2012).
Koncertował niemalże w całej Europie oraz w Meksyku, Izraelu i na terenie Stanów Zjednoczonych (m.in. w 2007 r. podczas Światowej Konwencji Kontrabasowej w Oklahoma City i w nowojorskich klubach Birdland oraz Village Gate.
Jest wykładowcą letnich międzynarodowych warsztatów jazzowych w Puławach, jurorem polskich i zagranicznych konkursów muzycznych.
Został odznaczony m.in. Brązowym Medalem „Zasłużony Kulturze Gloria Artis” (2005), Srebrnym Krzyżem Zasługi, Medalem Komisji Edukacji Narodowej oraz medalem Zasłużony dla Kultury Polskiej. Otrzymał też Specjalną Nagrodę Ministra Kultury i Dziedzictwa Narodowego (2011). W 2017 został odznaczony Srebrnym Medalem „Zasłużony Kulturze Gloria Artis”.
W 2010 otrzymał Nominację do Nagrody „Jazzowy Oscar” łódzkiego stowarzyszenia Melomani, w kategorii Dziennikarz/Publicysta Roku, w związku z książką Historia Jazzu-100 wykładów.

## Dyskografia

### Płyty autorskie
- 1994 – Wooden Soul (Polonia Records)
- 1996 – Jazzowe Poetycje (Koch International)
- 1998 – Sceny z Macondo (CD Sound)
- 2002 – Historia roku minionego (WA Production)
- 2005 – Bassville (BCD Records)
- 2011 – Zjesienniony (Confiteor)
- 2014 – Bassville 2 (Celestis)

### Płyty innych wykonawców
- Jan „Ptaszyn” Wróblewski – Real Jazz (BCD Records)
- Jan „Ptaszyn” Wróblewski – Supercalifragilistic (BCD Records)
- Piotr Baron – Tango (Polonia Records)
- Piotr Baron – Blue Rain (Power Bros)
- Ewa Bem – Ella Memorial (Koch Records)
- Piotr Wojtasik – Lonely Town (Power Bros)
- Wojciech Niedziela – To Kiss the Ivories (BCD Records)
- Lora Szafran/Bernard Maseli – Chopin (Polskie Nagrania)
- Jarosław Śmietana/Brad Terry – Play Ellington (LMP)
- Art Farmer/Jarosław Śmietana (LPM)
- Wojciech Majewski – Opowieść (EMI)
- Michał Kulenty – Polska (Polonia Records)
- Krzysztof Herdzin – Chopin (Polonia Records)
- Robert Majewski – Coś dla ludzi (Polonia Records)
- Krzysztof Popek – Letters and leaves (Power Bros)
- Guilerme Combra – Ipanema Rainbow (Power Bros)
- Brandon Furman – Bards Tales (Polonia Records)
- Walk Away – Penelopa (Polskie Nagrania)
- Lora Szafran & New Presentation – You’ve changed (Power Bros)
- Zbigniew Namysłowski/Deborah Brown (Polskie Nagrania)

## Publikacje
- 2005 – W niepogodę, Biblioteka Śląska, Katowice ISBN 83-87849-96-0 (tomik wierszy)[5]
- 2009 – Historia Jazzu. 100 wykładów, GrupaINFOMAX Katowice, ISBN 978-83-89476-81-4 (podręcznik)[6]
- 2010 – Zjesienniony (tomik wierszy)[7]
- 2013 – Kontrabas Jazzowy, Akademia Muzyczna we Wrocławiu, ISBN 978-83-86534-72-2 (podręcznik)[8]
- 2014 – Modrzewie siwieją na rudo, Infomax, Katowice, ISBN 978-83-89476-87-6 (powieść)